# نیروی هوایی پنجم
نیروی هوایی پنجم (انگلیسی: Fifth Air Force) یک نیروی هوایی شماره‌گذاری شده در نیروی هوایی ایالات متحده آمریکا در اقیانوس آرام و زیرمجموعه نیروهای هوایی اقیانوس آرام است. قرارگاه مرکزی آن در پایگاه هوایی یاکوتا، ژاپن قرار دارد. این سازمان قدیمی‌ترین نیروی هوایی شماره‌گذاری شده نیروی هوایی ایالات متحده است که به‌طور مداوم در حال خدمت می‌باشد. این نیرو از زمان تأسیس در سپتامبر ۱۹۴۱ به‌عنوان زیرمجموعه نیروی هوایی نیروی زمینی ایالات متحده آمریکا و از ۱۹۴۷ به‌عنوان بخشی از نیروی هوایی ایالات متحده آمریکا به‌طور مداوم خدمات نیروی هوایی را برای منطقه اقیانوس آرام فراهم کرده است.
نیروی هوایی پنجم، برنامه‌ریزی، اجرا، کنترل و هماهنگی عملیات هوایی تعیین شده توسط فرماندهی اقیانوس هند-آرام، همچنین برنامه‌ریزی، تمرین و اجرای عملیات هوایی مشترک با ژاپن را برعهده دارد.